# Какорток

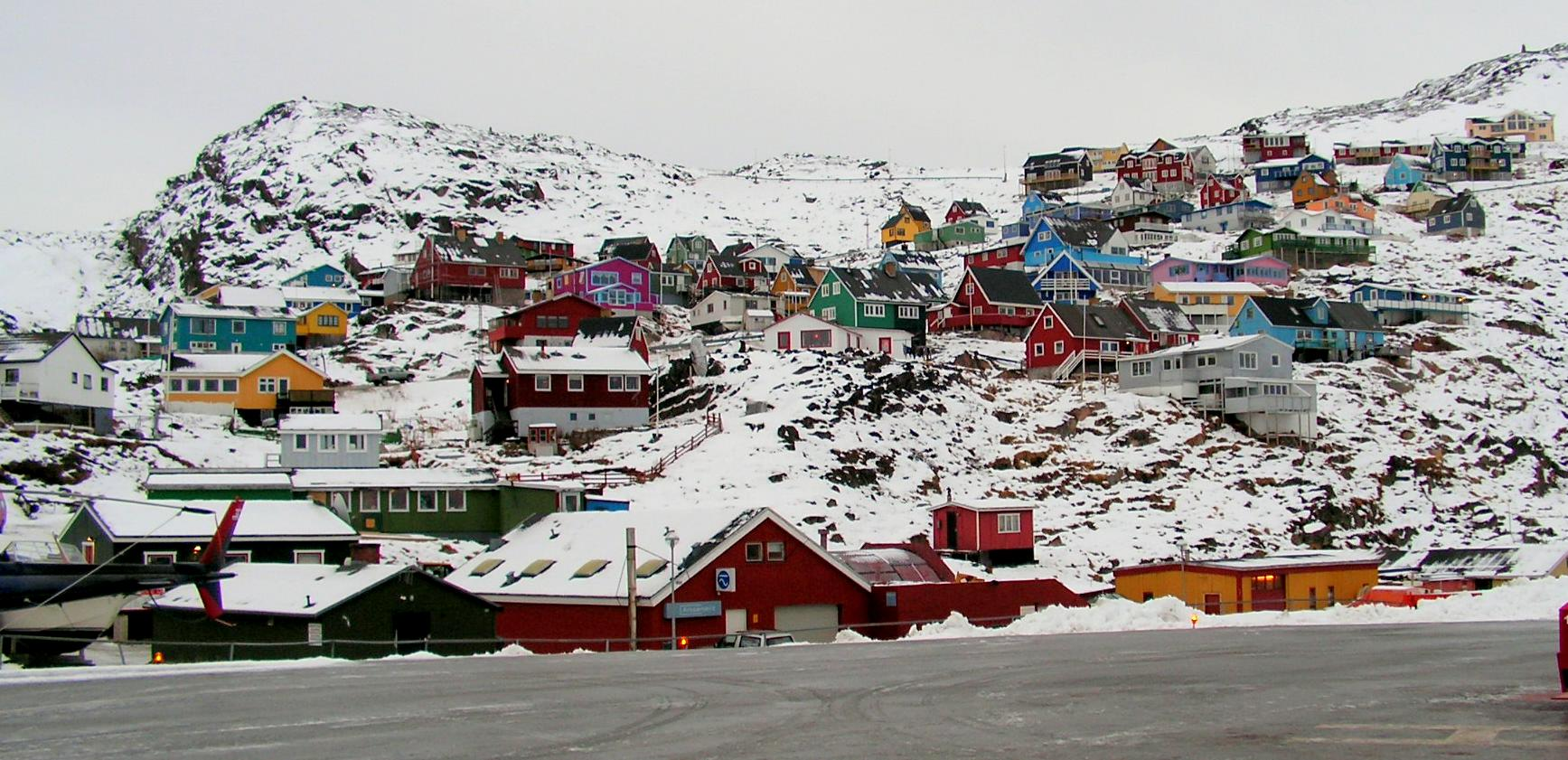
Какорток, грудень 2005 року

Какорток, Юліанехоб (гренл. Qaqortoq, дан. Julianehåb) — місто на південному краї Ґренландії, на березі однойменного фіорду. Населення — 3127 осіб (1990).
До 2009 року було центром однойменного муніципалітету.

## Історія
Місто було засноване в 1755 році норвезьким торговцем Андерсом Ольсеном і назване на честь данської королеви Юліани Марії. Морський порт і торговельний центр довколишнього регіону. Довкола міста розвинене скотарство (дві оленячих та тринадцять вівчарських ферм) та полювання на тюленів, у місті — харчова (м'ясна та рибоконсервна) промисловість. В місті працює невеличка судноремонтна верф, а також єдина в Ґренландії чинбарна фабрика, шкіряний та хутровий одяг якої користується несподівано великим попитом за кордоном. Місто також є місцевим осередком освіти — в ньому існує гімназія, ремісне училище та школа народних мистецтв.
Під час Другої світової війни американські військово-повітряні сили збудували неподалік від міста авіабазу Bluie West One, зараз — аеропорт Нарссарссуак.
На півночі від міста був розташований Браттаглід — маєток і резиденція Еріка Рудого, заснований в 982 році під час його вигнання з Ісландії. Це перше поселення норвезьких вікінгів в Ґренландії. Поблизу від міста також знаходяться руїни кам'яної церкви Хваслі — найвідоміша і найкраще збережена пам'ятка історії Ґренландії вікінгської доби.

## Клімат
Місто знаходиться у зоні, котра характеризується кліматом полярних пустель. Найтепліший місяць — липень із середньою температурою 7.8 °C. Найхолодніший місяць — січень, із середньою температурою -6.7 °С.
| Клімат Какортока        | Клімат Какортока | Клімат Какортока | Клімат Какортока | Клімат Какортока | Клімат Какортока | Клімат Какортока | Клімат Какортока | Клімат Какортока | Клімат Какортока | Клімат Какортока | Клімат Какортока | Клімат Какортока | Клімат Какортока |
| Показник                | Січ.             | Лют.             | Бер.             | Квіт.            | Трав.            | Черв.            | Лип.             | Серп.            | Вер.             | Жовт.            | Лист.            | Груд.            | Рік              |
| Абсолютний максимум, °C | 10               | 10               | 10               | 12               | 17               | 19               | 21               | 18               | 18               | 17               | 13               | 11               | 21               |
| Середній максимум, °C   | −4               | −3               | −2               | 1                | 5                | 8                | 10               | 10               | 7                | 3                | 0                | −2               | 2                |
| Середня температура, °C | −6               | −6               | −5               | −1               | 3                | 5                | 7                | 7                | 5                | 1                | −2               | −4               | 0                |
| Середній мінімум, °C    | −8               | −8               | −7               | −3               | 0                | 2                | 4                | 5                | 2                | 0                | −3               | −6               | −2               |
| Абсолютний мінімум, °C  | −27              | −23              | −24              | −16              | −12              | −3               | −1               | −2               | −2               | −11              | −16              | −20              | −27              |
| Днів з опадами          | 16               | 14               | 17               | 17               | 16               | 15               | 16               | 15               | 16               | 15               | 17               | 17               | 191              |
| Днів з дощем            | 3                | 2                | 4                | 8                | 11               | 15               | 16               | 15               | 15               | 11               | 7                | 4                | 111              |
| Днів зі снігом          | 16               | 13               | 16               | 13               | 9                | 2                | 0                | 0                | 3                | 8                | 14               | 16               | 110              |
| ----------------------- | ---------------- | ---------------- | ---------------- | ---------------- | ---------------- | ---------------- | ---------------- | ---------------- | ---------------- | ---------------- | ---------------- | ---------------- | ---------------- |
| Джерело: Weatherbase    |                  |                  |                  |                  |                  |                  |                  |                  |                  |                  |                  |                  |                  |